# Гадюка алтайська
Гадюка Алтайська (Vipera altaica) — вид отруйних змій із сімейства гадюкових. Мешкає в Саурі та Алтайських горах. Відрізняється маленькими розмірами та великою кількістю черевних щитків. Багатьма герпетологами розглядається як не валідний таксон у зв'язку з низьким ступенем генетичної диференціації від східної степової гадюки (Vipera renardi).

## Опис
У довжину не перевищує 40 см, але вирізняється великим числом черевних щитків: від 142 до 155 (у середньому 146). Зовнішній вигляд схожий зі східною степовою гадюкою, верхній бік тіла коричневий, сірий або блакитно-сірий з помітним зигзагоподібним малюнком. Черево біле, іноді чорно-біле, але в цьому випадку світлі тони переважають.

## Розповсюдження
Ендемік. Відомий на території Алтайських та Саурських гір на півночі Казахстану (Північно-Казахстанська та Павлодарська область). Можливо мешкає в Сіньцзян-Уйгурському автономному районі (Китай) та в Алтайському краї (Росія).

## Таксономія
Вид було описано 2010 року за екземплярами, зібраними у східному Казахстані, на основі морфологічних відмінностей від східної степової гадюки. Ці види мешкають парапатрично, і ареал Vipera altaica розташований на кордоні поширення східної степової гадюки. У 2015 році Зіненко зі співавторами, проаналізувавши мтДНК різних видів гадюк комплексів Vipera ursinii і Vipera renardi, зазначили, що Vipera altaica належить до клади, яка об'єднує східні популяції східної степової гадюки, через що для з'ясування таксономічного становища Vipera altaica необхідні додаткові дослідження, що ґрунтуються на більшому обсязі даних та поєднують морфологічні, екологічні та генетичні дослідження. У роботі 2020 року Freitas зі співавторами рекомендували вважати вид не валідним у зв'язку з низьким ступенем генетичної диференціації від інших видів. Проте, база даних Reptile Database продовжує розглядати цей таксон як самостійний вид.